# Karl Liebknecht

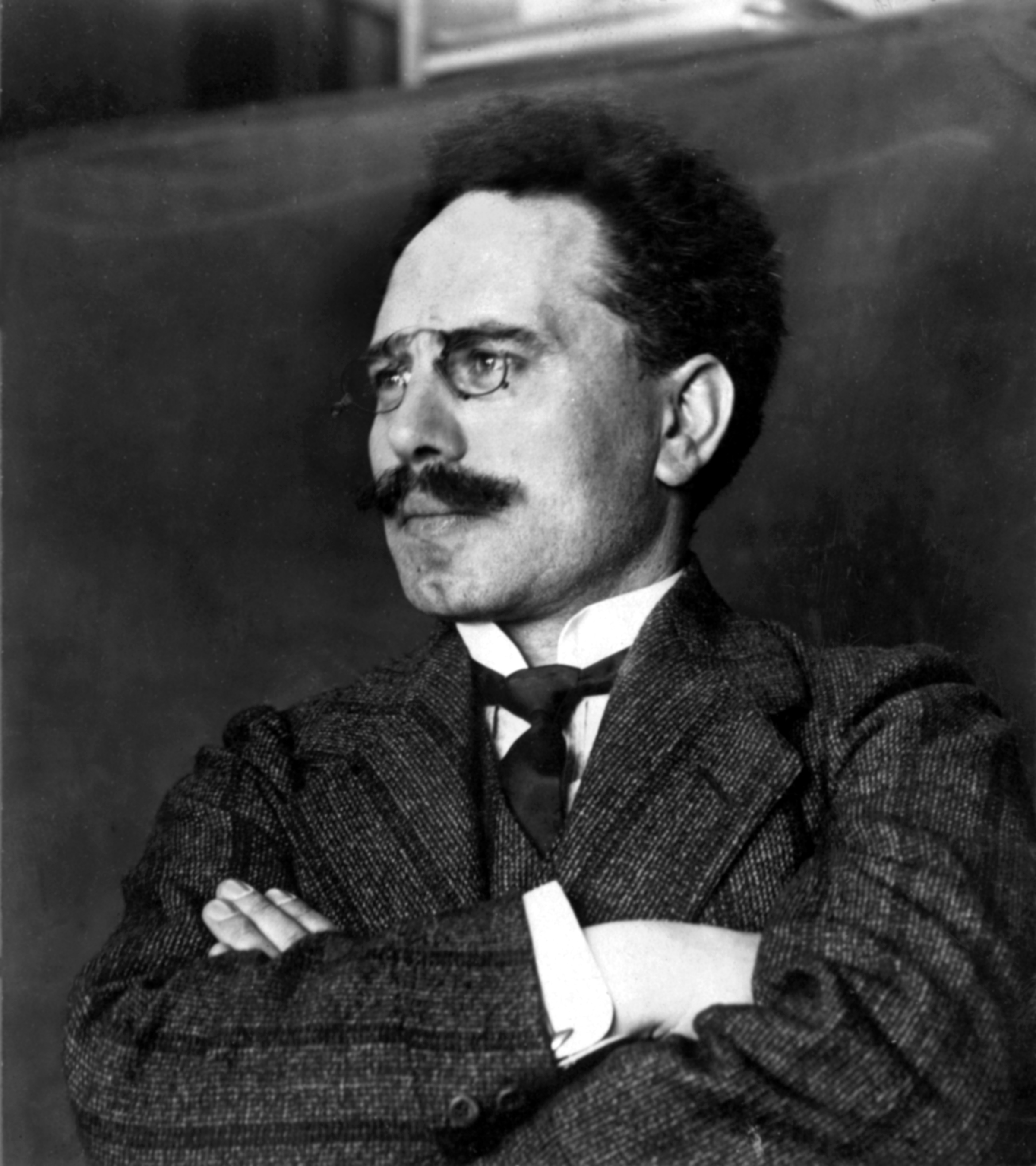
Karl Liebknecht (în anul 1911)

Karl Paul August Friedrich Liebknecht (n. 13 august 1871, Leipzig, Imperiul German – d. 15 ianuarie 1919, Berlin, Republica de la Weimar) a fost un activist politic socialist și antimilitarist pe timpul Imperiului German. Începând din 1900, Karl Liebknecht a fost membru al Partidului Social Democrat din Germania (SPD); în perioada 1912 - 1916 Liebknecht a fost membru al Reichstag-ului, unde a reprezentat aripa revoluționară de stânga a SPD-ului. Începând cu 1915 stabilește, împreună cu Rosa Luxemburg, linia generală a Ligii Spartachiste. După greva generală spartacistă la care a participat în 1919 au fost ucis - împreună cu Rosa Luxemburg - de membrii trupelor Freikorps⁠(en)[traduceți].
Din 1912 a fost căsătorit cu Sophie Liebknecht.